# Uitbergen
Uitbergen est une section de la commune belge de Berlare située en Région flamande dans la province de Flandre-Orientale. C'était une commune à part entière avant la fusion des communes de 1977.

## Démographie

### Évolution démographique
- Sources : INS, Rem. : 1831 jusqu'en 1970 = recensements, 1976 = nombre d'habitants au 31 décembre[2].

## Patrimoine
L'église d'Uitbergen remonte à l'époque gothique.
Le château du XVIIIe siècle, d'allure classique, a appartenu entre autres aux familles Terlinden, de Kerchove, de Crombrugghe de Picquendaele, etc.